# La fecundació de les orquídies

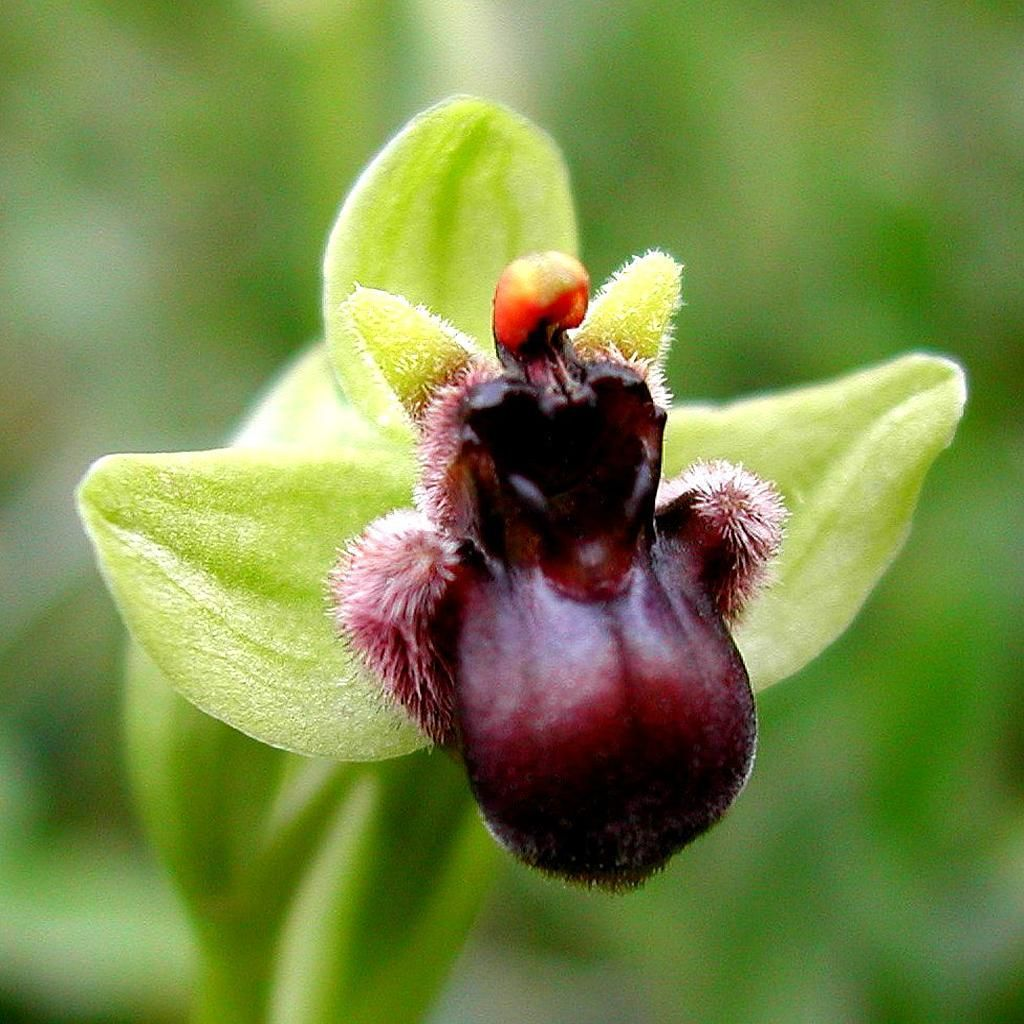
Flor dOphrys bombyliflora, una de les orquídies estudiada per Charles Darwin en el seu llibre.

La fecundació de les orquídies (en anglès:Fertilisation of orchids i amb el subtítol explicatiu: On the various contrivances by which British and foreign orchids are fertilised by insects, and on the good effects of intercrossing) és un llibre escrit per Charles Darwin (1809-1882), publicat ale 15 de maig de 1862. Malgrat que va ser un llibre molt apreciat pels botànics d'aquell temps només se n'editaren 6.000 ejemplars abans del segle xx.
En aquest llibre Darwin va descriure les seves observacions i experiments sobre les variades formes amb què les orquídies són pol·linitzades pels insectes i va avançar diverses hipòtesis sobre la manera com podrien haver evolucionat aquestes complexes interaccions. Va ser la primera demostració detallada de la força de la selecció natural per a modelar interaccions ecològiques complexes fent servir per això la coevolució entre les orquíddies i els seus insectes pol·linitzadors.